# Fraunhofer-Institut für Lasertechnik
Koordinaten: 50° 47′ 7,9″ N, 6° 2′ 50″ O
Das Fraunhofer-Institut für Lasertechnik ILT, auch in der Kurzbezeichnung „Fraunhofer ILT“ genannt, ist eine Einrichtung der Fraunhofer-Gesellschaft zur Förderung der angewandten Forschung e. V. (FhG). Das Institut hat seinen Sitz auf dem Campus Melaten in Aachen, seine Aktivitäten sind der angewandten Forschung und Entwicklung in den Bereichen Laserentwicklung und Laseranwendungen zuzuordnen. Es wurde 1985 von Gerd Herziger gegründet.

## Forschung und Entwicklung
Mit über 500 Mitarbeitern und mehr als 19.500 m² Nettogrundfläche zählt das Fraunhofer-Institut für Lasertechnik ILT zu den Auftragsforschungs- und Entwicklungsinstituten im Bereich der Lasertechnik.
Das Fraunhofer ILT beschäftigt sich seit den 1980er Jahren mit dem Bereich Lasertechnik. Dies umfasst Lösungen für Fertigungs- und Produktionsaufgaben, die Entwicklung neuer technischer Komponenten, Beratung und Ausbildung, Personal, Technik. Kunden des Fraunhofer-Instituts für Lasertechnik ILT stammen u. a. aus dem Automobil- und Maschinenbau, der Chemie und der Elektrotechnik, dem Flugzeugbau, der Feinmechanik, der Medizintechnik und der Optik.
Die Technologiefelder des Fraunhofer ILT decken ein Themenspektrum in der Lasertechnik ab.

### Technologiefeld „Laser und Optik“
Im Technologiefeld „Laser und Optik“ entwickeln die Wissenschaftler des Fraunhofer ILT Strahlquellen sowie optische Komponenten und Systeme. Das Spektrum reicht von Freiformoptiken über Dioden- und Festkörperlaser bis hin zu Faser- und Ultrakurzpulslasern. Neben der Entwicklung, Fertigung und Integration von Komponenten und Systemen werden auch die Bereiche Optikdesign, Modellierung und Packaging abgedeckt.

### Technologiefeld „Lasermaterialbearbeitung“
Aufgabenstellungen zum Schneiden, Abtragen, Bohren, Reinigen, Schweißen, Löten, Beschriften sowie zur Oberflächenbearbeitung und Mikrofertigung erforscht das Fraunhofer ILT im Technologiefeld „Lasermaterialbearbeitung“. Im Vordergrund stehen die Verfahrensentwicklung und die Systemtechnik. Dies schließt Maschinen- und Steuerungstechnik genauso ein wie Prozess- und Strahlüberwachung sowie Modellierung und Simulation. Seit Mitte der 1990er Jahre treibt das Fraunhofer ILT zudem die Additive Fertigung – insbesondere metallischer Bauteile – voran, beispielsweise mit dem pulverbettbasierten Laser Powder Bed Fusion (LPBF) oder dem pulver- oder drahtzufuhrbasierten Laserauftragschweißen. Im Fokus steht die Optimierung der Wirtschaftlichkeit durch eine ganzheitliche Betrachtung der Prozessketten – vom Bauteildesign über die Prozessführung und Anlagentechnik bis hin zur Endbearbeitung.

### Technologiefeld „Medizintechnik und Biophotonik“
Experten des Technologiefeldes »Medizintechnik und Biophotonik« erschließen gemeinsam mit Partnern aus den Lebenswissenschaften neue Anwendungen des Lasers in der Bioanalytik, der Lasermikroskopie, der klinischen Diagnostik, der Lasertherapie, der Biofunktionalisierung und der Biofabrication. Auch die Entwicklung und Fertigung von Implantaten, mikrochirurgischen und mikrofluidischen Systemen und Komponenten zählen zu den Kernaktivitäten.

### Technologiefeld „Lasermesstechnik und EUV-Technologie“
Im Technologiefeld „Lasermesstechnik und EUV-Technologie“ entwickelt das Fraunhofer ILT für Kunden Verfahren und Systeme zur Inline-Messung physikalischer und chemischer Größen in einer Prozesslinie. Neben der Fertigungsmesstechnik und der Materialanalytik liegen Umwelt und Sicherheit sowie Recycling und Rohstoffe im Fokus der Auftragsforschung. Mit der EUV-Technologie stoßen die Wissenschaftler in die Submikrometerwelt der Halbleitertechnik und Biologie vor.

### Technologiefeld „Digitalisierung“
Das Technologiefeld Digitalisierung ist eng mit den Aktivitäten der Technologiefelder Laser- und Optikentwicklung, Lasermaterialbearbeitung, Medizin und Biophotonik und Lasermesstechnik verknüpft. Es vereint Kompetenzen der digitalen Produktion Lasertechnologien, etwa in den Bereichen Design-to-Production, Digitaler Zwilling, Smart Simulation und Fog- und Edge-Computing.
Kenntnisse im Bereich der Laserentwicklung, Laserverfahrens- und Laserprozesstechnik, vereint mit digitalen Kompetenzen der Modellierung, Simulation, Datenverarbeitung, -speicherung und -integration, ermöglichen nicht nur kundenspezifische und technologische Lösungen, sondern ebenso digitale Abbildung eben dieser. Demnach zeichnet sich das Technologiefeld durch eine ganzheitliche Betrachtung von Prozessen und Verfahren aus – von der Modellierung bis zur Datenintegration.

### Technologiefeld „Quantentechnologie“
Gemeinsam mit deutschen und internationalen Forschern entwickeln die Wissenschaftler des Fraunhofer ILT Lösungen für neue Quantentechnologien. Dazu zählen parametrische Photonenquellen und Frequenzkonverter, integrierte optische Komponenten, Packagingverfahren und anwendungsspezifische Systemtechniken.
Insbesondere Strahlquellen mit maßgeschneiderten Eigenschaften und präzise Aufbautechnologien für optische Komponenten und Systeme sind für den Bereich der Quantentechnologien von großem Interesse. Zudem stehen die Kompaktheit und ein hoher Integrationsgrad der Systeme im Fokus der Entwicklungen. Das Fraunhofer ILT verfügt hier über Technologieplattformen, unter anderem aus der Entwicklung satellitenbasierter Laser und Komponenten für die Klimaforschung.

## Vernetzung von Wissenschaft und Industrie
Die Vernetzung von angewandter Forschung am Fraunhofer ILT mit der wissenschaftlichen Grundlagenforschung an den lokalen Hochschulen unter Einbeziehung von Industriepartnern ist ein essentieller Baustein für die Forschung. Das Fraunhofer ILT betreibt verschiedene gemeinschaftliche Projekte mit der RWTH Aachen University, der FH Aachen University of Applied Sciences sowie dem Fraunhofer-Institut für Produktionstechnologie IPT und Industriepartnern.

## Assoziierte Lehrstühle der RWTH Aachen University und Infrastruktur
Die RWTH Aachen University bietet mit den Lehrstühlen für Lasertechnik LLT, für Technologie Optischer Systeme TOS und für Digital Additive Production DAP sowie dem Lehr- und Forschungsgebiet Nichtlineare Dynamik der Laser-Fertigungsverfahren NLD ein herausragendes Kompetenzcluster im Bereich der Optischen Technologien. Dies ermöglicht eine überkritische Bearbeitung grundlegender und anwendungsbezogener Forschungsthemen. Die enge Kooperation mit dem Fraunhofer ILT erlaubt nicht nur industrielle Auftragsforschung auf der Basis solider Grundlagenkenntnisse, sondern führt auch zu neuen Impulsen in der Weiterentwicklung von optischen Verfahren, Komponenten und Systemen.
Das Fraunhofer ILT wird von Constantin Häfner geleitet, der auch den Lehrstuhl für Lasertechnik LLT der RWTH Aachen University innehat. Stellvertretender Leiter ist Peter Loosen, der auch den Lehrstuhl für Technologie Optischer Systeme TOS der RWTH Aachen University innehat.
Unter einem Dach bietet das Fraunhofer ILT Forschung und Entwicklung, Systemaufbau und Qualitätssicherung, Beratung und Ausbildung. Zur Bearbeitung der Forschungs- und Entwicklungsaufträge stehen industrielle Lasersysteme verschiedener Hersteller sowie eine Infrastruktur zur Verfügung. Im angrenzenden Forschungscampus »Digital Photonic Production DPP« arbeiten mit dem Fraunhofer ILT kooperierende Unternehmen in eigenen Labors und Büroräumen. Grundlage für diese spezielle Form der Technologietransfers ist ein langfristiger Kooperationsvertrag mit dem Institut im Bereich der Forschung und Entwicklung. Der Mehrwert liegt in der Nutzung der technischen Infrastruktur und dem Informationsaustausch mit den Experten des Fraunhofer ILT. Neben Laserherstellern und Laseranwendern finden hier Neugründer aus dem Bereich des Sonderanlagenbaus, der Laserfertigungstechnik und der Lasermesstechnik ein Umfeld zur industriellen Umsetzung ihrer Ideen. Entsprechend sind seit der Gründung des Fraunhofer ILT mehr als 30 High-Tech Unternehmen als Spin-Off im Bereich der Laserentwicklung und Laseranwendung, wie beispielsweise, EdgeWave GmbH, Amphos GmbH, Clean-Lasersysteme GmbH, Aconity3D GmbH und der LightFab GmbH entstanden.

## Einbindung in Fraunhofer-Gesellschaft
Das Fraunhofer ILT ist eingebunden in die Fraunhofer-Gesellschaft, die mit 74 Instituten, mehr als 28.000 Mitarbeitern und 2,8 Milliarden Euro Forschungsvolumen jährlich zu den bedeutendsten Forschungseinrichtungen in Deutschland gehört.